# Шведські козаки
Шведські козаки (швед. svenska kosacker, Zelowskosacker, Zelows kosackkår) — корпус легкої кавалерії в шведській армії, що був створений під час російсько-шведської війни 1788—1790 років.

## Історія
Наказ про створення даного корпусу був виданий в травні 1789 р., і вже влітку він був сформований. Корпус комплектувався шведськомовними уродженцями Фінляндії, тому жодного відношення до історичних козаків, крім назви, не мав. Командував корпусом Карл Мауріц фон Зелов (1757—1791 рр.), спочатку майор Саволакського піхотного полку, потім (з 1790 р.) та ж особа з військовим званням підполковника. Корпус шведських козаків називали також за прізвищем командира цього корпусу — козаки Зелова.
Складався цей корпус з 4 ескадронів з 50 осіб в кожному, проте незабаром через брак коней було створено відділення піших єгерів. У корпусі панувала слабка військова дисципліна і дезертирство. У грудні 1790 р. даний військовий підрозділ було скасовано.

## Сучасність
В сучасній Швеції діє українська Громадська організація «Шведські козаки» (м. Стокгольм).